# 555 (numer telefonu)
555 – występujące w filmach produkcji USA trzy początkowe cyfry fikcyjnych numerów telefonicznych. W rzeczywistości numery telefonów w USA nie zaczynają się (poza nielicznymi wyjątkami, z których żaden nie jest numerem prywatnego abonenta) od trzech piątek. Celem użycia takiego fikcyjnego numeru jest uniknięcie żartów i niechcianych połączeń, których ofiarą mogłaby paść osoba o numerze telefonu identycznym jak pokazany w filmie.